# Jeff Malone
Jeffrey Nigel Malone (Mobile, Alabama, 28 de junio de 1961)  es un exjugador y entrenador de baloncesto estadounidense que jugó durante 13 temporadas en la NBA.

## Trayectoria deportiva

### Universidad
Jugó durante 4 temporadas con los Bulldogs de la Universidad Estatal de Misisipi, en los cuales promedió 19,5 puntos y 3,8 rebotes por partido. Fue elegido en su última temporada Mejor Baloncestista Masculino del Año de la Southeastern Conference.

### Profesional
Fue elegido en el décimo puesto del Draft de la NBA de 1983 por los Washington Bullets, equipo con el cual, en su primera temporada, logró colarse en el mejor quinteto de novatos del año, tras promediar 12,1 puntos y 1,9 rebotes. Ese primer año consiguió una canasta increíble en el último segundo contra los Detroit Pistons lanzando el balón por encima del tablero y cayéndose que fue elegida en votación en NBA.com como una de las 10 mejores canastas de la historia.
Tras 7 temporadas en los Bullets, en los que sus promedios se acercaron siempre a los 20 puntos por partido, firmó con Utah Jazz a comienzos de la temporada 1990-91. Allí permaneció, con un buen rendimiento, durante 3 temporadas, siendo traspasado a mitad de la cuarta a Philadelphia 76ers, a cambio del escolta Jeff Hornacek. Las lesiones hicieron mella en él, perdiéndose casi una temporada entera, siendo traspasado de nuevo a Miami Heat, donde apenas jugó 7 partidos antes de retirarse, en el año 1996.
En sus 13 temporadas promedió 19 puntos, 2,6 asistencias y 2,4 rebotes por partido.

## Estadísticas de su carrera en la NBA

### Temporada regular
| Temporada | Edad | Equipo             | Liga | P   | TIT | MIN  | TC   | TCA  | %TC  | 3P  | 3PA | %3P  | TL  | TLA | %TL  | R.OF. | R.DEF. | REB | ASIS | ROB | TAP | PER | FP  | PTS  |
| 1983-84   | 22   | Washington Bullets | NBA  | 81  | 2   | 24.4 | 5.0  | 11.3 | .444 | 0.3 | 0.9 | .324 | 1.8 | 2.1 | .826 | 0.7   | 1.2    | 1.9 | 1.9  | 0.3 | 0.2 | 1.4 | 2.0 | 12.1 |
| 1984-85   | 23   | Washington Bullets | NBA  | 76  | 61  | 34.4 | 8.0  | 16.0 | .499 | 0.2 | 0.9 | .208 | 2.8 | 3.3 | .844 | 0.8   | 1.9    | 2.7 | 2.4  | 0.7 | 0.1 | 1.4 | 2.3 | 18.9 |
| 1985-86   | 24   | Washington Bullets | NBA  | 80  | 80  | 37.4 | 9.2  | 19.0 | .483 | 0.0 | 0.2 | .176 | 4.0 | 4.6 | .868 | 0.8   | 2.8    | 3.6 | 2.4  | 0.9 | 0.2 | 2.1 | 2.3 | 22.4 |
| 1986-87   | 25   | Washington Bullets | NBA  | 80  | 79  | 34.5 | 8.6  | 18.9 | .457 | 0.1 | 0.3 | .154 | 4.7 | 5.3 | .885 | 0.6   | 2.1    | 2.7 | 3.7  | 0.9 | 0.2 | 2.3 | 1.9 | 22.0 |
| 1987-88   | 26   | Washington Bullets | NBA  | 80  | 80  | 33.2 | 8.1  | 17.0 | .476 | 0.1 | 0.3 | .417 | 4.2 | 4.8 | .882 | 0.6   | 2.0    | 2.6 | 3.0  | 0.6 | 0.2 | 2.2 | 2.5 | 20.5 |
| 1988-89   | 27   | Washington Bullets | NBA  | 76  | 75  | 31.8 | 8.9  | 18.6 | .480 | 0.0 | 0.3 | .053 | 3.9 | 4.5 | .871 | 0.7   | 1.6    | 2.4 | 2.9  | 0.5 | 0.2 | 2.2 | 2.0 | 21.7 |
| 1989-90   | 28   | Washington Bullets | NBA  | 75  | 74  | 34.2 | 10.4 | 21.2 | .491 | 0.0 | 0.1 | .167 | 3.4 | 3.9 | .877 | 0.7   | 2.0    | 2.7 | 3.2  | 0.6 | 0.1 | 1.7 | 1.5 | 24.3 |
| 1990-91   | 29   | Utah Jazz          | NBA  | 69  | 69  | 35.7 | 7.6  | 15.0 | .508 | 0.0 | 0.1 | .167 | 3.3 | 3.7 | .917 | 0.5   | 2.5    | 3.0 | 2.1  | 0.7 | 0.1 | 1.6 | 1.9 | 18.6 |
| 1991-92   | 30   | Utah Jazz          | NBA  | 81  | 81  | 36.1 | 8.5  | 16.7 | .511 | 0.0 | 0.1 | .083 | 3.2 | 3.5 | .898 | 0.6   | 2.3    | 2.9 | 2.2  | 0.7 | 0.1 | 1.7 | 1.6 | 20.2 |
| 1992-93   | 31   | Utah Jazz          | NBA  | 79  | 59  | 32.4 | 7.5  | 15.3 | .494 | 0.0 | 0.1 | .333 | 3.0 | 3.5 | .852 | 0.4   | 1.8    | 2.2 | 1.6  | 0.5 | 0.1 | 1.6 | 1.5 | 18.1 |
| 1993-94   | 32   | TOTAL              | NBA  | 77  | 73  | 33.2 | 6.8  | 14.0 | .486 | 0.1 | 0.2 | .583 | 2.7 | 3.2 | .830 | 0.7   | 1.9    | 2.6 | 1.6  | 0.5 | 0.1 | 1.1 | 1.6 | 16.4 |
| 1993-94   | 32   | Utah Jazz          | NBA  | 50  | 50  | 33.1 | 6.8  | 13.8 | .488 | 0.1 | 0.1 | .500 | 2.6 | 3.1 | .843 | 0.6   | 1.7    | 2.3 | 1.3  | 0.5 | 0.1 | 1.1 | 1.5 | 16.2 |
| 1993-94   | 32   | Philadelphia 76ers | NBA  | 27  | 23  | 33.4 | 6.9  | 14.4 | .481 | 0.1 | 0.2 | .667 | 2.8 | 3.5 | .809 | 0.9   | 2.3    | 3.1 | 2.2  | 0.5 | 0.0 | 1.0 | 1.7 | 16.8 |
| 1994-95   | 33   | Philadelphia 76ers | NBA  | 19  | 19  | 34.7 | 7.6  | 14.9 | .507 | 0.6 | 1.5 | .393 | 2.7 | 3.1 | .864 | 0.6   | 2.3    | 2.9 | 1.5  | 0.8 | 0.0 | 1.5 | 1.8 | 18.4 |
| 1995-96   | 34   | TOTAL              | NBA  | 32  | 3   | 15.9 | 2.4  | 6.0  | .394 | 0.2 | 0.5 | .313 | 0.9 | 1.0 | .906 | 0.3   | 1.0    | 1.3 | 0.8  | 0.5 | 0.0 | 0.7 | 0.8 | 5.8  |
| 1995-96   | 34   | Philadelphia 76ers | NBA  | 25  | 3   | 16.3 | 2.5  | 6.4  | .394 | 0.2 | 0.6 | .313 | 1.0 | 1.0 | .923 | 0.3   | 1.0    | 1.3 | 0.8  | 0.5 | 0.0 | 0.8 | 0.8 | 6.2  |
| 1995-96   | 34   | Miami Heat         | NBA  | 7   | 0   | 14.7 | 1.9  | 4.7  | .394 | 0.0 | 0.0 |      | 0.7 | 0.9 | .833 | 0.0   | 1.1    | 1.1 | 1.0  | 0.4 | 0.0 | 0.4 | 0.9 | 4.4  |
| Total     |      |                    | NBA  | 905 | 755 | 32.8 | 7.8  | 16.2 | .484 | 0.1 | 0.4 | .268 | 3.3 | 3.7 | .871 | 0.6   | 2.0    | 2.6 | 2.4  | 0.6 | 0.1 | 1.7 | 1.9 | 19.0 |

### Playoffs
| Temporada | Edad | Equipo             | Liga | P  | TIT | MIN  | TC   | TCA  | %TC  | 3P  | 3PA | %3P  | TL  | TLA | %TL   | R.OF. | R.DEF. | REB | ASIS | ROB | TAP | PER | FP  | PTS  |
| 1983-84   | 22   | Washington Bullets | NBA  | 4  |     | 17.8 | 3.0  | 6.5  | .462 | 0.0 | 0.3 | .000 | 0.0 | 0.0 |       | 0.5   | 0.8    | 1.3 | 0.5  | 0.3 | 0.0 | 0.8 | 1.5 | 6.0  |
| 1984-85   | 23   | Washington Bullets | NBA  | 4  |     | 31.5 | 6.8  | 14.0 | .482 | 0.3 | 0.8 | .333 | 2.5 | 3.3 | .769  | 0.8   | 0.8    | 1.5 | 2.0  | 1.3 | 0.0 | 1.0 | 3.5 | 16.3 |
| 1985-86   | 24   | Washington Bullets | NBA  | 5  |     | 39.4 | 8.4  | 20.6 | .408 | 0.0 | 0.4 | .000 | 5.2 | 5.8 | .897  | 0.8   | 2.4    | 3.2 | 3.4  | 1.4 | 0.6 | 2.2 | 2.6 | 22.0 |
| 1986-87   | 25   | Washington Bullets | NBA  | 3  |     | 35.0 | 5.7  | 15.3 | .370 | 0.0 | 0.0 |      | 3.7 | 3.7 | 1.000 | 0.3   | 2.0    | 2.3 | 3.0  | 0.3 | 0.0 | 3.7 | 2.7 | 15.0 |
| 1987-88   | 26   | Washington Bullets | NBA  | 5  |     | 39.8 | 10.0 | 19.4 | .515 | 0.0 | 0.2 | .000 | 5.6 | 7.4 | .757  | 0.6   | 2.8    | 3.4 | 2.2  | 1.0 | 1.0 | 2.8 | 3.2 | 25.6 |
| 1990-91   | 29   | Utah Jazz          | NBA  | 9  |     | 39.0 | 7.9  | 16.0 | .493 | 0.0 | 0.2 | .000 | 4.9 | 5.3 | .917  | 0.8   | 3.1    | 3.9 | 3.2  | 1.0 | 0.1 | 1.3 | 2.4 | 20.7 |
| 1991-92   | 30   | Utah Jazz          | NBA  | 16 |     | 38.1 | 8.4  | 17.2 | .487 | 0.1 | 0.2 | .333 | 3.9 | 4.5 | .861  | 0.8   | 1.7    | 2.4 | 1.9  | 0.5 | 0.1 | 1.6 | 2.1 | 20.7 |
| 1992-93   | 31   | Utah Jazz          | NBA  | 5  |     | 30.0 | 5.8  | 13.0 | .446 | 0.0 | 0.0 |      | 1.8 | 2.6 | .692  | 0.6   | 2.6    | 3.2 | 0.6  | 0.6 | 0.2 | 1.8 | 2.2 | 13.4 |
| Total     |      |                    | NBA  | 51 |     | 35.5 | 7.5  | 15.9 | .470 | 0.0 | 0.2 | .167 | 3.7 | 4.4 | .852  | 0.7   | 2.1    | 2.8 | 2.2  | 0.8 | 0.2 | 1.8 | 2.4 | 18.7 |

## Logros personales
- Elegido en el mejor quinteto de rookies de la NBA en 1984.
- 2 veces All Star.
- Figura entre los 20 mejores lanzadores de tiros libres de la historia de la NBA (puesto 18, con un 87,1%).